# Élisabeth Bardon
Pour les articles homonymes, voir Bardon.
Élisabeth Bardon, née Lemaire, le 3 juillet 1892 à Sainte-Menehould et morte à Saint-Germain-la-Ville le 23 mars 1984, est une peintre, graveur et illustratrice française.

## Biographie
On lui doit essentiellement des paysages et des marines. Elle expose dès 1927 dans différents salons puis à la Galerie Georges Petit l'année suivante et à la Société nationale des beaux-arts en 1929.
Elle produisit aussi des gravures sur bois et des eaux-fortes ainsi que des illustrations (Le Bestiaire et l'Herbier de Georges Duhamel, en 1948).
Elle est inhumée à Châlons-en-Champagne.
Le Musée Carnavalet conserve quelques-unes de ses œuvres.